# Dirophanes mysticus
Dirophanes mysticus là một loài tò vò trong họ Ichneumonidae.